# Difusió de la responsabilitat
La difusió de la responsabilitat és un fenomen social que tendeix a passar en grups de persones superiors a una certa mida crítica quan la responsabilitat no s'assigna de manera explícita.
La difusió de la responsabilitat es pot manifestar de dues maneres:
- En un grup d'iguals que, per acció o inacció, deixen succeir fets que mai no permetrien si estiguessin sols (se sol anomenar l'acció "mentalitat de massa" i la inacció efecte espectador).
- En una organització jeràrquica, on, per exemple, les baules inferiors afirmen que només seguien ordres, mentre els supervisors afirmen que només emetien ordres, sense fer realment res per se.

Aquesta òptica és il·lustrada pel refrany anglès "Cap gota de pluja creu haver causat el diluvi".

## Exemples
- Kitty Genovese, una dona de Nova York, va ser assassinada prop de casa seva a punyalades. Més de 30 veïns de Genovese van escoltar els seus crits d'ajuda durant aproximadament mitja hora, però cap no la va ajudar, en pensar cadascú que algun altre ho faria.
- En els afusellaments, és tradició donar a un o més fusells triat a l'atzar una bala de salva, mentre els altres reben bales reals. Això permet que cada tirador cregui que només va disparar una salva i que un altre fuseller va disparar efectivament la bala real.[1]
- Aquest fenomen també s'aplica a circumstàncies molt més mundanes, com ara la neteja i el manteniment d'elements o espais compartits, o la distracció del treball no assignat dins d'organitzacions grans.

## Usos legals
La segona definició de la difusió de la responsabilitat va ser usada (sense èxit) com a defensa legal per molts dels Nazis jutjats a Nuremberg. També s'ha fet servir en altres situacions, amb diversos graus d'efectivitat.